# Lepidodexia major
Lepidodexia major är en tvåvingeart som beskrevs av Guilherme A.M.Lopes 1993. Lepidodexia major ingår i släktet Lepidodexia och familjen köttflugor. Inga underarter finns listade i Catalogue of Life.